# Northleach
Northleach est un bourg anglais situé dans le district de Cotswold et le comté du Gloucestershire.
Northleach est situé à proximité de l'A40 et de la Fosse Way (A429).
Le bourg connut au Moyen Âge un commerce de la laine florissant.